# Iinge
Iinge (en griego, Ἴυγξ) es, en la mitología griega, una ninfa arcadia, hija de Eco o de Peito. Su padre era Pan.
Una leyenda relata que fue la responsable del enamoramiento de Zeus por Io, al hechizar al dios tras darle de beber un filtro de amor. Como castigo, Hera la convirtió en piedra o, según otra versión, en un ave, el torcecuello o aguzanieves (Jynx torquilla). Otros varían la historia y dicen que Iinge fue la creadora del amuleto mágico conocido como iynx, una rueca con un pájaro de cuello de tortuga; con este amuleto consiguió o bien que Zeus se enamorara de ella, o bien que se enamorara de Ío.
Se dice que Afrodita, para que Jasón lograse el amor de Medea, le había enviado un encantamiento, el pájaro torcecuello: se ataba el pájaro a una rueda, por las alas y las patas, y luego se pronunciaban fórmulas mágicas que encerraban el poder de la persuasión amorosa.
Antonino Liberal, sin embargo, dice que fue una de las nueve Emátides, hijas de Píero, el rey de Ematia. Las nueve hermanas, por haberse atrevido a rivalizar contra las musas en un certamen de canto, fueron metamorfoseadas en aves cantoras. Iinge se convirtió en el pájaro al que dio su nombre.